# Болман
Болман је насељено мјесто у Барањи, општина Јагодњак, Република Хрватска.

## Географија
Болман је смјештен у западном дијелу Барање, у микрорегији Барањске низије. Удаљен је 8 km сјеверозападно од сједишта општине Јагодњака, 32 km од Осијека и 12 km од Белог Манастира. Налази се на жупанијском путу цести Ж404 (Д517 — Болман — Нови Болман — Јагодњак — Нови Чеминац — Угљеш — Швајцарница /Д7/). Аутобуским везама повезан је с Белим Манастиром и Осијеком.
Лежи у равници која се благо спушта од сјевера према југу (према ријеци Драви). Насеље је окружено пољима што се простиру све до придравског насипа (бента). Између насипа и Драве је шумско подручје.

## Историја
Место је насељено 1690. године за време цара Леополда I, избеглим Србима из Србије. Место је 1700. године додељено властелинству генерала Јохана Ветеранија. Болман је припао 1918. године новој Краљевини СХС, након распада Аустроугарске монархије.
У близини Болмана се од 6. до 24. марта 1945. године водила Болманска битка између јединица Југословенске армије и Црвене армије са једне стране и сила Осовина са друге стране.

## Срби у Болману
Број српских православних домова у Болману је износио 1731. године - 34. У парохији Болману се 1735. године о Ускршњем посту, причестило чак 87 православних верника. Било је то под епитрахиљем поп Марка, пароха тамошњег. Тада се помињу побожне породице: Ђак, Мали, Максимо, Коцкар, Новаков, Филипов, Станков, Ћурић, Радмиловић, Болманац, Суботин, Радован, Радоич, Радишин и Бећар.
У Болману је 1796. године избројано 765 душа. Српска православна црква је подигнута за време владе цара Јосиф II, крајем 18. века. Почетком 20. века је у добром стању јер је обновљен 1904. године.
Године 1831. у Болману је био парох Прокопије Станковић, који се јавља као претплатник једне српске књиге. Он је исте године набавио још једну књигу, и то од истог аутора. Раније 1827. године пише се исти за пренумеранта у Шиклушу, за Бранковићеву књигу. Парох болмански је 1895. године поп Панто Хорват, скупљач прилога за споменик деспоту Стефану Штиљановићу.
По државном шематизму православног клира у Угарској из 1846. године наводи се да општини Болман, која се налази у Мохачком протопрезвирату, Будимске епархије - има 901 православац. Православно парохијско звање је основано 1777. године и од тада се воде црквене матице. Храм је посвећен Св. апостолима Петру и Павлу, а парох је тада Прокопије Станковић.
Општина Болман се 1865. године претплатила за сомборски "Школски лист".
Учитељ Стеван Салмаџић из Болмана је 1866 и 1867. године дао укупно 3 ф. за Школски фонд. Прешао је исти после у Борјад, где је умро 1888. године од мождане капи.
По попису Мохачког протопрезвирата у Болману је било релативно много Срба, у односу на друга места. Број им је порастао од 1847. године кад их је било 901, на чак 1068 душа, 1867. године Школске власти су 1884. године похвалиле црквену општину Болман што је школску зграду довољно проширила, а треба још са политичком општином и школски врт да се доведе у ред. Године 1890. у Болману је било 1131 становник. Учитељ Павле Дамјановић рођен 1820. године у Болману, а радио до смрти у месту Тарди 1890. године. Завршио је Сомборску препарандију 1840. године, и затим шест година био учитељ у родном Болману, да би затим 1846. године прешао у Тарду. Јавили су листови вест да је римокатолкиња у Болману, старица удова Јозефина Зах рођ. Швајцер, поклонила тамошњој српској православној црквеној општини, камени крст вредан 150 ф. с тим да га код своје цркве подигне. А кад се тај крст намести и освешта, спремна је дати још 500 ф. за фондацију из које ће се од прихода тај крст одржавати. Све је то урађено на импозантној свечаности, а када је делегација отишла код ње у њен дом да јој се још једном захвали, обећала је да ће још даровати православну цркву болманску.
Болманска општина је 1745. године издавала по 15 ф. за издржавање српске школе. Књигу је купио претплатом у Шиклушу, 1830. године болмански учитељ Петар Дамјановић (то и 1824). А 1867. године дао је Болман само 5 ф. за Школски фонд, из којег је требало да се исплаћују учитељске пензије.
У болманској народној вероисповедној школи 1846. године било је 30 ђака, које је учио Светозар Марјановић учитељ. Јован Молдовановић учитељ је био једини претплатник српске књиге у месту. Учитељ у Болману Стефан Салмаџић морао је 1868. године да полаже учитељски испит на Сомборској препарандији. Јубилеј чувеном педагогу Николи Вукићевићу са сомборске Препарандије, честитао је преко новина 1893. године, месни учитељ Бранко Парабак (ту и 1895). Из расписаног стечаја за упражњено место учитеља у Болману, 1897. године види се понуђена годишња плата од 340 ф. за редовну и пофторну школу. Привремени учитељ 1897. године био је Стеван Марковић. Учитељ у Болману од 1898. године био је Светислав Зундановић. У Болману се 1899. године зидају две нове школе. Наређено је 1900. године општини Болман, да на друго учитељско место постави једну учитељицу. Парох у Болману је 1895-1905. године поп Пантелејмон, "Панта" Хорват, родом из Фехерцеглака, који је дошао на место преминулог пароха Јована Гојковића.
Ново школско здање подигнуто је 1900. године. Назидана је нова школска зграда са две школске дворане (учионице) и два учитељска стана. Констатује се да школске 1900/1901. године још се не попуњава друго учитељско место, иако има услова. За редовну школу било је 1905. године 157 ђака, али је похађало само 81. Учитељски колегијум у српској вероисповедној школи у Болману, 1905-1907. године чине Цветко Кнежевић родом из Старе Кањиже, и Марија Михајловић родом из Новог Сада.
По српском извору из 1905. године Болман је мала општина, од 250 домова, њих 160 су српски. Ту живи поред 1047 Срба и 259 Румуна. У парохији је парохијски дом и српско православно гробље, а земљишни посед је 34 кј.
У Болману су 1937. године активни Пећанчеви месни четници. Решио је месни Пододбор Четничког удружења су да 10. октобра освештају своју четничку заставу, а увече приреди четничку забаву.

## Становништво
На попису становништва 2011. године, Болман је имао 520 становника.

## Попис 1991.
На попису становништва 1991. године, насељено место Болман је имало 741 становника, следећег националног састава:
| Попис 1991.‍  | Попис 1991.‍  | Попис 1991.‍ | Попис 1991.‍ | Попис 1991.‍ |
| ------------ | ------------ | ----------- | ----------- | ----------- |
|              |              |             |             |             |
| Срби         | Срби         |             | 586         | 79,08%      |
| Хрвати       | Хрвати       |             | 86          | 11,60%      |
| Југословени  | Југословени  |             | 33          | 4,45%       |
| Роми         | Роми         |             | 14          | 1,88%       |
| Мађари       | Мађари       |             | 5           | 0,67%       |
| Македонци    | Македонци    |             | 2           | 0,26%       |
| Румуни       | Румуни       |             | 2           | 0,26%       |
| Муслимани    | Муслимани    |             | 1           | 0,13%       |
| остали       | остали       |             | 2           | 0,26%       |
| неопредељени | неопредељени |             | 10          | 1,34%       |
| укупно: 741  |              |             |             |             |

## Спорт
- ФК Јован Лазић Болман

## Знамените личности
- Светомир Бојанин, дечији психијатар